# Udzima wa ya Masiwa
Udzima wa ya Masiwa ("l'unione delle grandi isole ") è l'inno nazionale delle Comore. Adottato all'indipendenza nel 1978, è stato scritto da Said Hachim Sidi Abderemane che ha inoltre composto la musica, con Kamildine Abdallah.

## Transliterazione in caratteri latini dal Shimasiwa
I béramu isi pépéza 

i nadi ukombozi piya 

i daula ivénuha 

tasiba bu ya i dini voya trangaya hunu Komoriya 

Narikéni na mahaba ya huveindza ya masiwa
yatruwasiwa Komoro damu ndzima 

wasiwa Komoro dini ndzima

Ya masiwa radzali wa

ya masiwa yarileya

Mola né ari sayidiya

Narikéni ha niya

riveindzé uwataniya

Mahaba ya dine na duniya.

I béraba ya huveindzar ya masiwa.
mu isi pépéza

rang mwési sita wa Zuiye

i daula ivénuha

zisiwa zatru zi pangwi ha

Maoré na Nzuani, Mwalina Ngaziya

Narikéni na mahaba.